# Yu Keng
Yu Keng (chinois : 裕庚 ; pinyin : Yù Gēng ; Wade : Yü Kêng), ou encore, en France, Yu-Keng, né au XIXe siècle et décédé le 18 décembre 1905 en à Shanghai est un officier han de la dynastie Qing, mandchoue, affilié à la Bannière han blanche. Il a également été ambassadeur de Chine en France, puis au Japon.

## Biographie
Né au XIXe siècle, il est père de deux filles, Lizzie Yu Der Ling (connu plus tard sous le nom de Princesse Der Ling), Nellie Yu Roung Ling, danseuse et deux fils, Charles Yu Hsingling (en) et John Yu Shuinling (en).
En 1895, il part en mission diplomatique au Japon d'où il revient en 1898.
À partir de 1899, il part en France, où ses enfants le suivront, pour un poste d'ambassadeur.
On sait qu'il est l'invité, en tant que représentant de la Chine, du président de la République française, le 25 janvier 1900, en l'honneur du corps diplomatique sous le nom de Yu-Keng.
Le 17 juin 1900 a lieu la prise du fort de Takou à Tianjin, par les armées des empires britanniques, allemands, russes, et français, à l'embouchure du Peï-Ho en Chine, par les puissances européennes. Les légations d'Allemagne et d'Autriche sont près de la muraille de Pékin, décrite comme faisant 17 mètres de haut et 15 d'épaisseur. En raison de la situation tendue, Yu-keng dont la liaison avec Pékin est coupée télégraphe au Vice-roi du Yunnan (en) (alors Wei Guangtao), pour demander de protéger les civils français. Il organise avec son épouse un dîner diplomatique le vendredi 22 juin.
En 1902, il participe en compagnie de son épouse et de ses deux filles et Liang Cheng (en), le ministre (ambassadeur) de Chine en Amérique, et du prince Tsaï-chên (en), envoyé en Europe pour le couronnement, à une réception au restaurant du Casino d'Enghien, où il assiste à une représentation de Mireille. Charles Hsingling, secrétaire particulier du prince a félicité les artistes dans un français « le plus correct ».
La même année, il rentre en Chine.
Sa fille Lizzie Yu Der Ling est restée célèbre pour avoir accompagné pendant deux ans l'impératrice douairière Cixi, et avoir écrit ses mémoires de cette période dans la cité interdite. Elle dédie un de ses ouvrages à son père.